# Ramsön med Keholmen
Ramsön med Keholmen är ett naturreservat i Hakefjorden i Jörlanda socken i Stenungsunds kommun, Bohuslän. Ramsön har en yta av 55 hektar, därtill kommer Keholmen på 17 hektar som är förenad med Ramsön via en bank. Ön har endast en bofast invånare vintertid. 
Ramsön är en mycket gammal kulturbygd med skärgårdsjordbruk. Här finns välbevarade stengärdesgårdar i ett unikt öppet landskap med ängar hagar och åkermark. Ramsön har en biologisk mångfald som är värd att bevara. Även floran visar upp en stor artrikedom som gynnas av att markerna hålls öppna.  
Ramsön har fått sitt namn av det fornnordiska namnet för korp, hravn. Ön fick sin storhetstid under slutet av 1700- och början av 1800-talen då sillsalteri och trankokeri anlades. En grumsedamm för dumpning av sillrester finns vid Bura längst i söder på ön. Sten har även brutits på Ramsön, flera golv i Marstrands fästning skall ha varit byggda av sten från Ramsön. Därefter minskade dock ön befolkning snabbt och 1917 fanns endast 9 fastboende. Öns sista innevånare har dock fortsatt att bruka jorden, fram till 1998 hölls boskap på ön.
Ramsön och den närliggande ön Keholmen är naturreservat sedan 1968 och har ett rikt fågelliv. Speciellt under vår och höst passerar många flyttfåglar. Bland häckfåglarna kan nämnas Hornuggla, Tornfalk, Fisktärna, Fiskmås (ca 500 par 2009)  